# Steel Aréna
De Steel Aréna is een ijshockeystadion in Košice (Slowakije). Het stadion met een capaciteit van 8.343 toeschouwers werd op 24 februari 2006 geopend. Het is de thuishaven van HC Košice. Daarnaast wordt de Steel Aréna regelmatig gebruikt voor evenementen en (pop)concerten.

## Naamgeving
De volledige naam van het stadion is Steel Aréna - Košický štadión L. Trojáka, vernoemd naar US Steel, een grote staalfabriek in Košice, en oud-ijshockeyspeler Ladislav Troják. De op 15 juni 1914 in Košice geboren Troják was de eerste Slowaakse speler in het nationale elftal van Tsjechoslowakije. Troják overleed op 8 november 1948 ten gevolge van een vliegtuigongeluk boven Het Kanaal.

## WK ijshockey
In 2011 was de Steel Aréna een van de twee speellocaties voor het wereldkampioenschap ijshockey. Naast Košice was de hoofdstad Bratislava aangewezen als speelstad.